# Mesapamea lilacina
Mesapamea lilacina là một loài bướm đêm trong họ Noctuidae.